# Нью-Річленд (Міннесота)
Нью-Річленд (англ. New Richland) — місто (англ. city) в США, в окрузі Восека штату Міннесота. Населення — 1229 осіб (2020).

## Географія
Нью-Річленд розташований за координатами 43°53′37″ пн. ш. 93°29′38″ зх. д. / 43.89361° пн. ш. 93.49389° зх. д. (43.893653, -93.493776).  За даними Бюро перепису населення США в 2010 році місто мало площу 1,57 км², уся площа — суходіл.

## Демографія
Згідно з переписом 2010 року, у місті мешкали 1203 особи в 487 домогосподарствах у складі 297 родин. Густота населення становила 766 осіб/км².  Було 531 помешкання (338/км²).
Расовий склад населення:
| - 97,1 % — білих - 1,0 % — чорних або афроамериканців - 0,2 % — азіатів - 0,1 % — корінних американців - 1,1 % — осіб інших рас |

До двох чи більше рас належало 0,5 %. Частка іспаномовних становила 3,4 % від усіх жителів.
За віковим діапазоном населення розподілялося таким чином: 24,3 % — особи молодші 18 років, 53,9 % — особи у віці 18—64 років, 21,8 % — особи у віці 65 років та старші. Медіана віку мешканця становила 40,9 року. На 100 осіб жіночої статі у місті припадало 95,9 чоловіків;  на 100 жінок у віці від 18 років та старших — 92,6 чоловіків також старших 18 років.
Середній дохід на одне домашнє господарство  становив 48 488 доларів США (медіана — 40 000), а середній дохід на одну сім'ю — 60 520 доларів (медіана — 50 833). Медіана доходів становила 38 558 доларів для чоловіків та 31 250 доларів для жінок. За межею бідності перебувало 11,5 % осіб, у тому числі 17,0 % дітей у віці до 18 років та 7,5 % осіб у віці 65 років та старших.
Цивільне працевлаштоване населення становило 523 особи. Основні галузі зайнятості: виробництво — 26,6 %, освіта, охорона здоров'я та соціальна допомога — 22,8 %, будівництво — 6,5 %, роздрібна торгівля — 5,5 %.